# Индийская камышовка
Индийская камышовка (лат. Acrocephalus agricola) — певчая птица семейства Acrocephalidae. Выделяют два подвида.

## Описание
Длина тела составляет 13 см, размах крыльев 15—17,5 см. Оперение верхней части тела бледно-коричневого цвета, нижняя часть тела белёсая. Над глазом беловатая «бровь». Половой диморфизм отсутствует. 

## Распространение
Вид распространён в Средней Азии. На зимовку мигрирует в Пакистан и Индию. Редко залетает в Западную Европу, хотя имеются маленькие гнездовые популяции вдоль западного побережья Чёрного моря на границе Болгарии и Румынии. Обитает в камышовых зарослях по берегам лесостепных и степных водоёмов и болот, не проникая в тайгу и горы.

## Питание
Питается мелкими насекомыми.

## Размножение

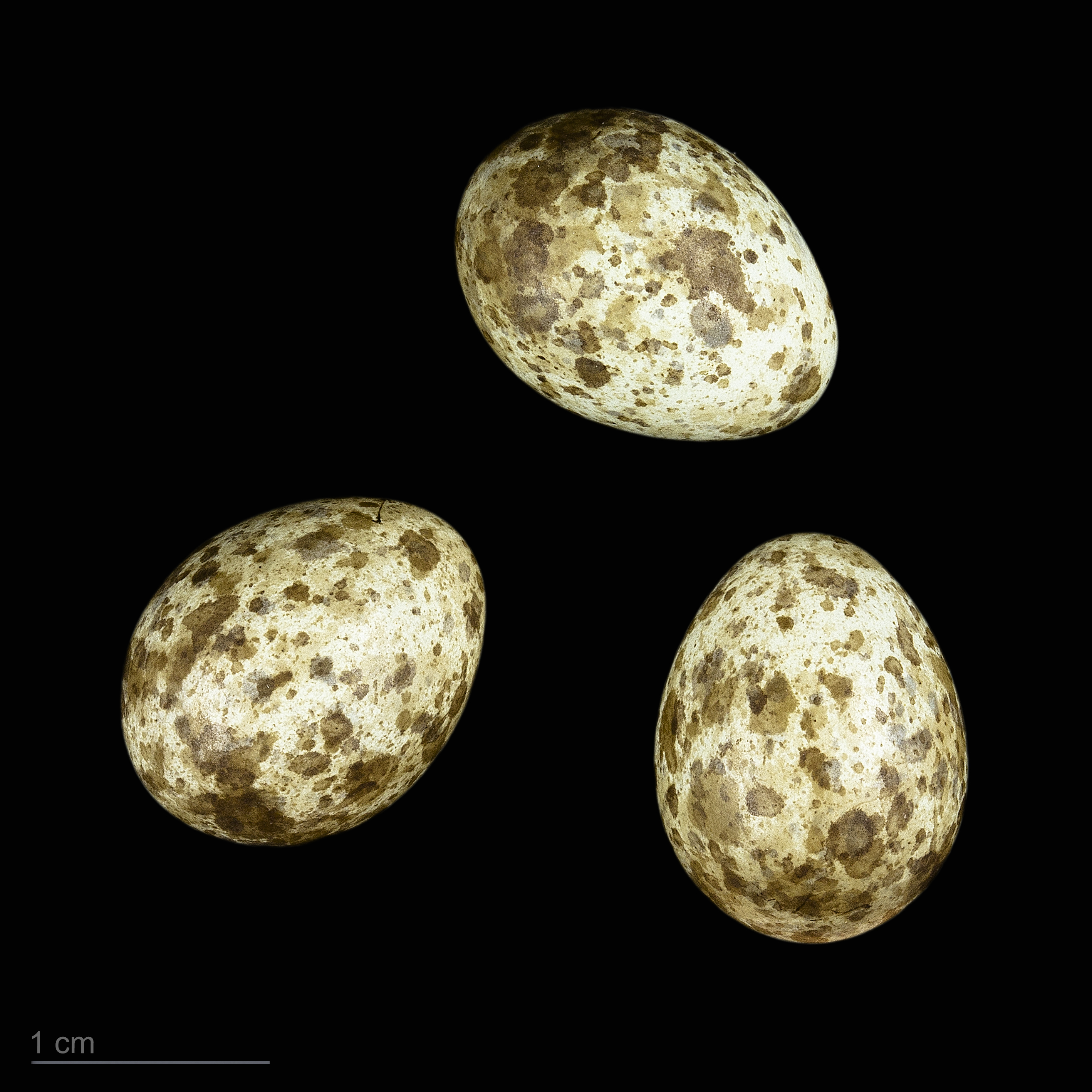
яйцо Acrocephalus agricola - Тулузский музей

Гнездо устраивает между стеблями тростника или ветвями кустарника. В кладке 4—5 светло-оливковых, светло-бурых или зеленоватых с тёмными пятнами яиц.